# Alexandre Gillet
Pour les articles homonymes, voir Gillet.
Alexandre Gillet est un acteur français spécialisé dans le doublage. Il est notamment la voix française régulière d'Elijah Wood, Ryan Gosling, Joshua Jackson, Ben Foster, Rick Schroder, Adam Scott, Seth Gabel, Aaron Paul, David Charvet, Chris Evans et Grant Gustin.
Il est également la voix de personnages d'animation et de jeux vidéo, étant notamment la voix française de Sonic,, (depuis 2003) et Spyro, le dragon (depuis 2006) ainsi que Seem dans le jeu Jak 3, Tetsuo Shima dans le film d'animation Akira, Leeron dans l’anime Gurren Lagann ou encore Pinocchio dans la série de films Shrek.

## Biographie
Fils des comédiens Georges Galley et Michèle Bardollet, il suit des études de droit avant d'entamer une carrière au théâtre et dans le doublage.
Il a notamment prêté sa voix au personnage de Tetsuo dans le manga Akira et à Ethan Hawke dans Croc-Blanc, avant d'être choisi par Peter Jackson pour doubler Elijah Wood dans Le Seigneur des anneaux, acteur dont il deviendra, entre autres, la voix française régulière. Il est aussi la voix de Chris Evans, (Captain America), Ryan Gosling,,, Joshua Jackson, et bien d'autres.
Dans l'animation, il est également la voix du personnage Sonic et Spyro, le dragon.
Dans un épisode de l'émission Le Jour où tout a basculé, il fait une apparition dans laquelle il interprète le rôle de Serge, un gérant de magasin paranoïaque atteint de jalousie maladive, qui fait vivre un enfer à sa femme.

## Théâtre
- 1992 : La Vérité sur maman de Didier Schwartz, mise en scène Jacques Deschamps, théâtre Hébertot
- 2001 : L'Année du bac de José-André Lacour, mise en scène Peter Muller, théâtre Mouffetard[2]
- 2005 : La Tête dans le guidon de Jean-Christophe Barc, mise en scène par Alain Jeanbart et Karine Letellier, Lucernaire
- 2008 : Tante Olga de Michel Heim, mise en scène Jacques Legré, théâtre de la Huchette, tournée
- 2013 : Le Carnaval des animaux de Lucienne Blin, conception André Blin, Espace Philippe-Auguste

## Filmographie partielle
- 1999 : Molly de Dominique Baron et Nicholas Laughland : Jean (téléfilm)
- 2001 : Le Soleil au-dessus des nuages d'Éric Le Roch : le collègue au restaurant (film)
- 2014 : Le Hobbit : Les Origines du Cantal de Léo Pons : Frodon (court métrage parodique, voix seulement)
- 2015 : Le Hobbit : Le Retour du roi du Cantal de Léo Pons : Frodon (film parodique, voix seulement)
- 2016 : Being George Clooney (documentaire)

## Doublage
Note : Les dates en italique correspondent aux sorties initiales des films dont Alexandre Gillet a assuré le redoublage.

### Cinéma

#### Films
- Elijah Wood dans :  
  - Le Seigneur des anneaux : La Communauté de l'anneau (2001) : Frodon Sacquet[2],[11]
  - Le Seigneur des anneaux : Les Deux Tours (2002) : Frodon Sacquet
  - Imagine 17 ans (2002) : Jones
  - Le Seigneur des anneaux : Le Retour du roi (2003) : Frodon Sacquet
  - Spy Kids 3 : Mission 3D (2004) : le Guide
  - Tout est illuminé (2005) : Jonathan Safran Foer
  - Hooligans (2005) : Matt Buckner
  - Bobby (2007) : William Avary
  - Crimes à Oxford (2008) : Martin
  - Les Meilleurs Amis (2010) : Chip Hayes
  - Le Hobbit : Un voyage inattendu (2012) : Frodon Sacquet
  - Maniac (2012) : Frank Zito
  - Grand Piano (2013) : Tom Selznick
  - Open Windows (2014) : Nick Chambers
  - Cooties (2014[n 1]) : Clint Hadson
  - Le Dernier Chasseur de sorcières (2015) : Dolan 37e
  - Le Casse (2016) : Waters
  - I Don't Feel at Home in This World Anymore (2017) : Tony
  - The Monkey (2025) : Ted Hammerman
- Chris Evans dans : 
  - Thor : Le Monde des ténèbres (2013) : Captain America (caméo - l'une des transformations de Loki)
  - Captain America : Le Soldat de l'hiver (2014) : Steve Rogers / Captain America
  - Avengers : L'Ère d'Ultron (2015) : Steve Rogers / Captain America
  - Ant-Man (2015) : Steve Rogers / Captain America (caméo scène post-générique)
  - Captain America: Civil War (2016) : Steve Rogers / Captain America
  - Spider-Man: Homecoming (2017) : Steve Rogers / Captain America (caméo)
  - Mary (2017) : Frank Adler
  - Avengers : Infinity War (2018) : Steve Rogers / Captain America
  - Captain Marvel (2019) : Steve Rogers / Captain America (caméo scène post-générique)
  - Avengers: Endgame (2019) : Steve Rogers / Captain America
  - Opération Brothers (2019) : Ari Levinson
  - À couteaux tirés (2019) : Hugh « Ransom » Drysdale
  - Free Guy (2021) : lui-même (caméo)
  - The Gray Man (2022) : Lloyd Hansen
  - Ghosted (2023) : Cole Riggan
  - Marchands de douleur (2023) : Pete Brenner
  - Deadpool et Wolverine (2024) : Johnny Storm / la Torche humaine
  - Red One (2024) : Jack O'Malley
  - Materialists (2025) : John
- Ben Foster dans :
  - Allison Forever (2001) : Berke Landers
  - The Punisher (2004) : Dave
  - X-Men : L'Affrontement final (2006) : Warren Worthington II / Angel
  - Le Flingueur (2011) : Steve McKenna
  - Rampart (2011[n 2]) : le général Terry
  - Contrebande (2012) : Sebastian Abney
  - Kill Your Darlings (2013[n 3]) : William S. Burroughs
  - The Finest Hours (2016) : Richard Livesey
  - Inferno (2016) : Bertrand Zobrist
  - Hostiles (2018) : sergent Charles Wills
  - Le Survivant (2021) : Harry Haft
  - Le Haut du panier (2022) : Vince Merrick
  - Medieval (2022) : Jan Žižka
  - Emancipation (2022) : Fassel
- Ryan Gosling dans : 
  - N'oublie jamais (2004) : Noah Calhoun
  - La Faille (2007) : Willy Beachum
  - Blue Valentine (2010) : Dean
  - Crazy, Stupid, Love. (2011) : Jacob Palmer
  - Les Marches du pouvoir (2011) : Stephen Meyers
  - The Place Beyond the Pines (2012[n 4]) : Luke
  - Gangster Squad (2013) : le sergent Jerry Wooters
  - The Nice Guys (2016) : Holland March
  - La La Land (2016) : Sebastian
  - Song to Song (2017) : BV
  - Barbie (2023) : Ken
- Adam Scott dans :
  - Donne-moi ta main (2010) : Jeremy
  - Piranha 3D (2010) :  Novak
  - Friends with Kids (2012) : Jason Fryman
  - Maman, j'ai raté ma vie (2013) : Andrew Margolis, Jr.
  - La Vie rêvée de Walter Mitty (2013) : Ted
  - A.C.O.D. (2013) : Carter
  - The Overnight (en) (2015) : Alex
  - Little Evil (2017) : Gary
  - The Disaster Artist (2017) : lui-même
  - Entre deux fougères, le film (2019) : Adam Scott

- Aaron Paul dans :
  - Smashed (2012[n 5],[n 4]) : Charlie Hannah
  - A Long Way Down[n 5] (2014) : J. J.
  - Exodus: Gods and Kings (2014) : Josué
  - Eye in the Sky (2015) : Steve Watts
  - Père et Fille (2015) : Cameron
  - Triple 9 (2016) : Gabe Welch
  - Agents presque secrets (2016) : Phil
  - Jeu trouble (2016) : David
  - El Camino : Un film Breaking Bad (2019) : Jesse Pinkman
  - Quad (en) (2020) : Adam Niskar
- Joshua Jackson dans :
  - Urban Legend (1999) : Damon Brooks
  - Sexe Intentions (1999) : Blaine Tuttle
  - Les Muppets dans l'espace (1999) : Pacey Witter
  - The Skulls : Société secrète (2000) : Luke McNamara
  - The Safety of Objects (2001) : Paul Gold
  - Cowboys and Idiots (2002) : Earl Crest
  - Spirits (2008) : Benjamin Shaw
  - Karate Kid: Legends (2025) : Victor Lipani
- Ryan Kwanten dans :
  - Dead Silence (2007) : Jamie Ashen
  - Bad Luck (2014) : Jack Kinsey
  - Hurricane (2018) : Breeze
  - Kill Chain (2019) : Ericson
  - Section 8 (2022) : Jake Atherton

- Ethan Embry dans :
  - Kalahari (1993) : Harry Winslow
  - Empire Records (1995) : Mark / Ethan Randall
  - Alma et le Loup (en) (2025) : Ren Accord

- Mark Wahlberg dans :
  - Les Rois du désert (1999) :  Troy Barlow
  - En pleine tempête (2000) : Bobby Shatford
  - Invincible (2006) : Vince Papale

- Fred Savage dans : 
  - Les Lois de l'attraction (2002) : Marc, le junkie
  - Austin Powers dans Goldmember (2003) : Number Four
  - Deadpool 2 (2018) : Fred Savage (caméo - version Il était une fois Deadpool)

- Stephen Baldwin dans :
  - Piège en forêt (2003) : Wolf
  - Le Trésor oublié (2003) : Bryan McBride
  - Target (2004) : Charlie Snow

- Ted Raimi dans :
  - Spider-Man (2002) : Joe Hoffman
  - Spider-Man 2 (2004) : Joe Hoffman
  - Spider-Man 3 (2007) : Joe Hoffman

- Luke Kirby dans : 
  - Mambo italiano (2003) : Angelo Barberini
  - En cloque mais pas trop (2009) : Nick Steinwald
  - Mes vies de chien (2017) : Jim, le père d'Ethan

- Lucas Till dans :
  - X-Men : Le Commencement (2011) : Alexander Summers / Havok
  - Paranoia (2013) : Kevin
  - X-Men: Days of Future Past (2014) : Alexander Summers / Havok

- Topher Grace dans :
  - Un grand mariage (2013) : Jared Griffin
  - American Ultra (2015) : Adrian Yates
  - Vol à haut risque (2025) : Winston

- Ashley Zukerman dans : 
  - Fear Street, partie 1 : 1994 (2021) : Nick Goode
  - Fear Street, partie 2 : 1978 (2021) : Nick Goode, adulte
  - Fear Street, partie 3 : 1666 (2021) : Nick Goode / Solomon Goode

- Michael Jackson dans :
  - The Wiz (1978[n 6]) : l'Épouvantail
  - Moonwalker (1988[n 7]) : Michael

- River Phoenix dans :
  - Dogfight (1991) : Eddie Birdlace
  - Les Experts (1992) : Carl Arbogast

- Ethan Hawke dans : 
  - Croc blanc (1991) : Jack
  - La neige tombait sur les cèdres (1999) : Ishmael Chambers

- Stephen Dorff dans : 
  - La Puissance de l'ange (1992) : P. K. à 18 ans
  - Terreur.point.com (2002) : l'inspecteur Mike Reilly

- Giovanni Ribisi dans :
  - Phoenix (1998) : Joey Schneider
  - Meadowland (2015) : Tim

- Rick Schroder dans :
  - Le Visage de la peur (2003) : Nick Harper
  - Consequence (2004) : John Wolfe

- Florian Lukas dans :
  - Good Bye, Lenin! (2003) : Denis Domaschke
  - Un doux désastre (2021) : Felix

- Leigh Whannell dans : 
  - Saw (2005) : Adam Stanheight
  - Saw 2 (2005) : Adam Stanheight (voix)

- Paul Rudd dans :
  - Trop jeune pour elle (2007) : Adam
  - Le Fantôme de mon ex-fiancée (2008) : Henry

- Christopher Denham dans :
  - La Guerre selon Charlie Wilson (2007) : Mike Vickers
  - Argo (2012) : Mark Lijek

- Brian Geraghty dans :
  - Le Prix de la trahison (2008) : Duke[n 5]
  - ATM (2012) : David Hargrove[n 5]

- Alex Vincent dans : 
  - La Malédiction de Chucky (2013) : Andy Barclay
  - Le Retour de Chucky (2017) : Andy Barclay

- Tom Felton dans : 
  - La Résurrection du Christ (2016) : Lucius
  - La Bataille de l'Escaut (2020) : Tony Turner

- Billy Magnussen dans : 
  - Game Night (2018) : Ryan
  - Many Saints of Newark - Une histoire des Soprano (2021) : Paulie « Walnuts » Gualtieri

- 1972[n 8],[1] : Les rebelles viennent de l'enfer : Jim Bob Logan (Damon Douglas)
- 1981 : Un amour infini… : Keith Butterfield (James Spader)
- 1986 : Lady Jane : Édouard VI (Warren Saire)
- 1988 : Da : Charlie Tynan jeune (Karl Hayden)
- 1989 : Potins de femmes : Thomas « Tommy » Lee Eatenton (Knowl Johnson)
- 1990 : Total Recall : Ernie (David Knell)
- 1992 : Les Pilleurs : Lucky (De'voreaux White)
- 1992 : Maman, j'ai encore raté l'avion : Buzz McCallister (Devin Ratray)
- 1993 : Adieu ma concubine : Cheng « Douzi » Dieyi (Leslie Cheung)
- 1994 : Wyatt Earp : Francis O'Rourke (Mackenzie Astin (en))
- 1994 : Fist of Legend : Huo Ting-An (Chin Siu-ho)
- 1995 : Clueless : Christian (Justin Walker)
- 1995 : Leaving Las Vegas : l'étudiant (Michael A. Goorjian)
- 1995 : La Haine au cœur : Hate (Scott Caan)
- 1995 : Le Cercle des amies : Aidan Lynch (Aidan Gillen)
- 1997 : Metroland : Dave (Jonathan Aris)
- 1997 : Kull le Conquérant : Ducalon (Douglas Henshall)
- 1997 : Emma, l'entremetteuse : Frank Churchill (Ewan McGregor)
- 1997 : Happy Together : Lai Yiu-fai (Tony Leung Chiu-wai)
- 1997 : Le Plus Fou des deux : Dr Brown, psychiatre (Max Casella)
- 1997 : Kiss or Kill : Al Fletcher (Matt Day)
- 1998 : Baseketball : Kenny « Cafard » Scolari (Dian Bachar)
- 1998 : Arnaques, Crimes et Botanique : Willie (Charles Forbes)
- 1999 : Hantise : Luke Sanderson (Owen Wilson)
- 1999 : Trader : Danny Argyropoulos (Lee Ross)
- 1999 : La Tranchée : Charlie Ambrose (Ciaran McMenamin)
- 1999 : Raisons de vivre : Inaqui (Juan Diego Botto)
- 1999 : Fish and Chips : Abdul Khan (Raji James)
- 1999 : Les Rênes du pouvoir : Billy, jeune (Carmine Giovinazzo)
- 1999 : Soccer Dog: The Movie : Alden (James Marshall)
- 2000 : À l'aube du sixième jour : Wiley (Rodney Rowland)
- 2000 : Destination finale : Alex Browning (Devon Sawa)
- 2000 : Ordinary Decent Criminal : Billy Lynch (Paul Ronan)
- 2000 : The Crow 3: Salvation : Alex Corvis (Eric Mabius)
- 2000 : Erin Brockovich, seule contre tous : ? ( ? )
- 2000 : The Patriot : Le Chemin de la liberté : ? ( ? )
- 2001 : Évolution : Danny Donald (Michael Bower)
- 2001 : Couple de stars : Danny Wax (Seth Green)
- 2001 : The Hole : Martin Taylor (Daniel Brocklebank)
- 2001 : Écarts de conduite : Bobby (Desmond Harrington)
- 2001 : La Chute du faucon noir : le sergent Ed Yurek (rangers) (Tom Guiry (en))
- 2002 : Un homme d'exception : Toby Keller (Alex Toma)
- 2002 : Jeux pervers : Christian Turner (Nick Stahl)
- 2002 : Mort depuis longtemps : Rob (Joe Absolom)
- 2003 : Anything Else : La Vie et tout le reste : Ray Polito (Adrian Grenier)
- 2004 : Le Clan des rois : Linus adulte (Rupert Graves)
- 2004 : Northfork : Willis O'Brien (Mark Polish)
- 2004 : Panique à Central Park : Wesley (Maurice Godin)
- 2004 : Team America, police du monde : Ethan Hawke (Matt Stone) (voix)
- 2005 : Petites Confidences (à ma psy) : Morris (Jon Abrahams)
- 2005 : Hitch, expert en séduction : Neil (Kevin Sussman)
- 2005 : L'Exorcisme d'Emily Rose : Jason (Joshua Close)
- 2005 : La Crypte : Briggs (Rick Ravanello)
- 2005 : The River King (en) : Harry McKenna (Jamie Thomas King)
- 2006 : Raisons d'État : Arch Cummings (Billy Crudup)
- 2006 : Stay Alive : Fidget (Billy Louviere)
- 2006 : Wild Generation : Lockwood (Andrew Knott)
- 2006 : She's the Man : Paul Antonio (Jonathan Sadowski)
- 2008 : Détention secrète : Douglas Freeman (Jake Gyllenhaal)
- 2008 : RocknRolla : le conseiller (Jimi Mistry)
- 2009 : Adam : Adam Raki (Hugh Dancy)
- 2010 : Ceremony : Sam Davis (Michael Angarano)
- 2010 : Nous sommes la nuit : l'inspecteur Tom Serner (Max Riemelt)
- 2010 : Cher John : Tim Wheddon (Henry Thomas)
- 2011 : Bangkok Renaissance : Manit (Jon Foo)
- 2012 : Sans issue : Josh (Rafi Gavron)
- 2012 : Eleven : Samuel Crone (Michael Landes[n 5])
- 2013 : American Sexy Phone : Sean (Mark Webber[n 5])
- 2013 : La Malédiction de Chucky : le livreur (Jordan Gavaris)
- 2013 : Subwave : Denis Istomin (Aleksey Bardukov)
- 2014 : I, Frankenstein : Zuriel (Socratis Otto)
- 2014 : Balade entre les tombes : Reuben Quintana (Mark Consuelos)
- 2014 : Still Alice : Charlie Howland-Jones (Shane McRae (en))
- 2014 : Game of Fear : Jimmy Logan (Ryan Robbins)
- 2015 : Knight of Cups : l'agent artistique de Rick (Patrick Whitesell)
- 2016 : Criminal : Un espion dans la tête : Jan Stroop (Michael Pitt)
- 2016 : Railroad Tigers : Rui Ge (Jaycee Chan)
- 2017 : Newness : Martin (Nicholas Hoult)
- 2017 : Detroit : un policier ( ? )
- 2018 : Millénium : Ce qui ne me tue pas : Mikael Blomkvist (Sverrir Gudnason)
- 2018 : 303 Squadron : Athol Forbes (Kirk Barker)
- 2018 : The Boat : le marin (Joe Azzopardi)
- 2018 : Souviens-toi ou tu périras : Ray (Brad Schmidt)
- 2019 : Malibu Rescue : Garvin (Ian Ziering)
- 2020 : Nightmare Island : le lieutenant Sullivan (Mike Vogel)
- 2020 : The Block Island Sound : Harry (Chris Sheffield)
- 2020 : Sonic, le film : Businessman (Jeremy Arnold)
- 2021 : Cosmic Sin : Braxton Ryle (Brandon Thomas Lee)
- 2021 : Aux antipodes de Noël : Matéo (Peter Vives)
- 2021 : L'Étau de Munich : Dr Paul Schmidt (Marc Limpach)
- 2022 : Une amie au poil : Dan (Grant Gustin)
- 2022 : The Weekend Away : Sebastian (Adrian Pezdirc)
- 2022 : Interceptor : le caporal Rahul Shah (Mayen Mehta)
- 2022 : Blonde : le père de Norma Jeane (Tygh Runyan)
- 2022 : American Girl : Dean Barton (Alex Barone)
- 2022 : Jeu dangereux : Héritage meurtrier (it) : Cameron Betts (Dylan Playfair (en))
- 2022 : Une obsession venue d'ailleurs (en) : Ray (Matthew Yang King (en))
- 2023 : Knock at the Cabin : Andrew (Jonathan Groff)
- 2023 : Ballerina : Myung-shik (Park Hyung-soo)
- 2023 : L'Affaire de la mutinerie du Caine : le lieutenant Thomas Keefer (Lewis Pullman)
- 2023 : Joy Ride : Frank (Timothy Simons)
- 2025 : F1 : Hugh Nickleby (Will Merrick)

#### Films d'animation
- 1988 : Akira : Tetsuo Shima
- 1994 : Ranma ½, film 2 : Rendez-nous nos copines ! : Thomas
- 2001 : Shrek : Pinocchio
- 2001 : Jimmy Neutron, un garçon génial : Ooblar
- 2002 : Spirit, l'étalon des plaines : Benjamin Shaw[n 9]
- 2003 : Frère des ours : l'ours amoureux
- 2004 : Shrek 2 : Pinocchio
- 2004 : Mickey, il était deux fois Noël : Donner
- 2004 : Shrek 3D : Pinocchio
- 2005 : Stuart Little 3 : En route pour l'aventure : George Little
- 2007 : Barbie : Magie de l'arc-en-ciel : Linden
- 2007 : Shrek le troisième : Pinocchio
- 2010 : Shrek 4 : Il était une fin : Pinocchio
- 2010 : Le Noël Shrektaculaire de l'Âne : Pinocchio (court-métrage)
- 2014 : Batman : Assaut sur Arkham : le Sphinx
- 2018 : LEGO DC Super Heroes: Aquaman : Jimmy Olsen
- 2018 : La Mort de Superman : Jimmy Olsen
- 2019 : Le Règne des Supermen : Jimmy Olsen
- 2021 : Jujutsu Kaisen 0 : Noritoshi Kamo
- 2022 : Batman and Superman: Battle of the Super Sons : Jimmy Olsen
- 2022 : Le Chat potté 2 : La Dernière Quête : Pinocchio

### Télévision

#### Téléfilms
- David Charvet dans :
  - Le Bonheur au galop (1995) : Cass Sundstrom
  - Désir défendu (1996) : Dan Hiller
  - Sauvetage périlleux (1997) : Brad Brown
  - Un homme idéal (1999) : Jack Harris
  - Une élève trop parfaite (2010) : Jim Wilkes
  - La Malédiction de la pyramide (2013) : Doug Adler
- Rick Schroder dans : 
  - L'Appel de la forêt (1993) : John Thornton
  - Erreur judiciaire (1997) : Billy Richardson
  - Meurtre à Devil's Glen (2000) : Henry
  - 14 Hours (2006) : Dr Foster
  - Le Ranch des cœurs sauvages (2013) : Jack
- Marek Harloff (de) dans :
  - Le Scorpion (1998) : Robin Berthold
  - Noël sanglant (1999) : Franck
  - Bisou du papillon (2000) : Pablo
  - Hannah Mangold and Lucy Palm (2011) : Erno Kopp

- Tygh Runyan dans  : 
  - Trois vœux pour Noël (2006) : Jeremiah
  - Les derniers jours de la planète Terre (2006) : Nick
  - Insoupçonnable (2012) : Randy Woodfield
  - L'Ombre d'un fils (2019) : Nathan Decker

- Ian Ziering dans :
  - Tempête de lave (2008) : John Wilson
  - De l'espoir pour Noël (2009) : Nathan Andrews
  - Prêt à tout (2010) : David Drummond
  - Noël au soleil (2014) : Teddy

- Robin Dunne dans :
  - Sexe Intentions 2 (2001) : Sebastien Valmont
  - Plus rien à perdre (2001) : Jeremy Walling
  - Une belle rencontre à Noël (2019) : Chris

- Giles Panton (en) dans : 
  - Noël, romance et coïncidences (2018) : Daniel O'Brian
  - Le Courrier de Noël (2018) : Daniel Harrison
  - 100% compatibles (2019) : Bradley Clint

- Chad Lowe dans :
  - Captive (1991) : Jeff Frost
  - Ma fille en danger (1995) : Eric

- Michael Landes dans :
  - Danielle Steel : Un si grand amour (1997) : George Winfield
  - Le Cadeau de Carole (2004) : Jimmy

- Pat Kelly dans :
  - Des amours de sœurcières (2005) : Karsh
  - Des amours de sœurcières 2 (2007) : Karsh

- Max Riemelt dans :
  - 13 Semester (2010) : Momo
  - Dans la gueule du loup (2020) : Lutz Gehring

- Andrew Walker dans : 
  - À la recherche de Madame Noël (2012) : Myles
  - Les Doutes de la mariée (2015) : Luke Griggs

- Bernhard Piesk (de) dans : 
  - L'Amour au sommet (2014) : le chauffeur Schütte
  - Prisonniers au paradis (2016) : Philipp

- Zack Peladeau dans :
  - L'Écho du mensonge (2014) : Jay Allerson
  - Rencontre avec un vampire (2017) : Evan

- Sergio Di Zio dans : 
  - Ma fille, ma bataille (2014) : Dan
  - La Double Vie de Posy (2018) : l'inspecteur Dagliesh

- 1986 : Le fantôme de Canterville : Paul Blaine (Spencer Chandler)
- 1989 : Témoins en sursis : Jerry Lee (Kieran Mulroney)
- 1990 : Psychose 4 : Norman Bates adolescent (Henry Thomas)
- 1991 : Mon fils, ma haine : Anthony Cortino (Corin Nemec)
- 1992 : Un papa sur mesure : Ben Watson (Ben Affleck)
- 1992 : Jeux de sang : Chris Pritchard (William McNamara)
- 1994 : Une femme en péril : Kevin Bannister (Ryan Reynolds)
- 1994 : Le privé et la danseuse : l'inspecteur Flynn (Evan MacKenzie)
- 1995 : Sahara : ? ( ? )
- 1996 : Un amour étouffant : Bobby Tennison (Fred Savage)
- 1996 : La Fin d'un rêve : Jens Eriksen (Mike Doyle)
- 1996 : Alliance fatale : Sean Sager (Mackenzie Astin (en))
- 1996 : L'Innocence perdue : Scott Baker (Mark-Paul Gosselaar)
- 1996 : La falaise maudite : Chad Lear (Jonathan Brandis)
- 1997 : Vengeance par amour : Schuman (Alan Mozes)
- 1998 : Ronnie and Julie : Ronnie Monroe (Joshua Jackson)
- 1998 : Je t'ai trop attendue : Charlie Gorman (Ben Foster)
- 1998 : Meurtrière par amour : Kyle Meechum (Danny Gilmore)
- 1999 : La Légende de Merlin : Kay (Paul Curran (II))
- 2000 : L'Affaire Mary Kay Letourneau : Vili Fualaau (Omar Anguiano)
- 2001 : Le Crime de l'Orient-Express : Philip von Strauss (Kai Wiesinger)
- 2001 : Mary Higgins Clark : Recherche jeune femme aimant danser : Charley / Paul Nash (Yannick Bisson)
- 2002 : Séduction Meurtrière : Steve (Owen Black)
- 2003 : Éloïse fête Noël : Bill (Gavin Creel)
- 2004 : Terremer : La Prophétie du sorcier : Teddy McNair (Chris Gauthier)
- 2004 : Des fantômes pour Noël : Allen Karroll (Tom Everett Scott)
- 2005 : Trop jeune pour être mère : Brad (Tyler Hynes)
- 2007 : L'Intuition d'une mère : Curt (Jared Keeso)
- 2007 : L'Antre de l'araignée : John (Cian Barry)
- 2008 : Avril sanglant : Peter Welling (Samuel Child)
- 2008 : Comme une ombre dans la nuit : Wade Mooney (Chad Willett (en))
- 2008 : Joyeux Noël Shrek ! : Pinocchio (téléfilm d'animation)
- 2008 : Le Cœur chocolat : Jan van Schooten (Matthias Schloo)
- 2008 : Secrets inavouables : Cody (John Bregar)
- 2009 : En attendant Angelina : Le Môme (Kostja Ullmann)
- 2009 : L'Étoile de la glace : Tim King (Brady Smith)
- 2010 : Stonehenge Apocalypse : David (David Lewis)
- 2010 : Présumé coupable : Souvenirs volés : Philipp Rothkamm (Maximilian von Pufendorf)
- 2011 : La Mélodie du destin : Udo Jürgens, jeune homme (David Rott)
- 2011 : Le Dernier Volcan : Josh (Alex Wyndham)
- 2012 : L'Île au trésor : Ben Gunn (Elijah Wood)
- 2012 : Mon amour de colo : Tommy (Matty Finochio)
- 2012 : Golden Christmas 3 : Bobby Alden (Rob Mayes)
- 2012 : Le Noël des sœurs March : John Brooke (Charlie Hofheimer)
- 2013 : L'Heure du crime : Elliot Larken (Gianpaolo Venuta)
- 2014 : La Cerise sur le gâteau de mariage : Rick Wychowski (Ryan Sypek)
- 2014 : De retour vers Noël : Jason (Moses Storm)
- 2014 : The Normal Heart : ? ( ? )
- 2015 : Ambulance B : Gerry (Kristopher Turner)
- 2015 : Apocalypse Los Angeles : Calvin Hopkins (David Cade)
- 2015 : Un prince pour Noël : le Prince Duncan (Kirk Barker)
- 2016 : Le Destin au bout du fil : Jeff (Ryan Kennedy)
- 2018 : Coaching mortel : Carter (Drew Roy)
- 2019 : Une Américaine à Paris : Jacques (Dan Jeannotte)
- 2019 : L'amour sonne à Noël : Ryder Donnelly (Kyle Dean Massey)
- 2019 : Un Noël plein d'étincelles : Lex Harrison (Brian Sills)
- 2019 : Le Grand Bal du réveillon : Lukas (Christian Oliver)
- 2019 : Le Pire Cauchemar d'une mère : Jack Daly (Mike Erwin)
- 2019 : Qui est vraiment mon mari ? : Reece (Jake B. Miller)
- 2019 : La Vie secrète de mon mari : Jake (Leo Howard)
- 2020 : L'Étoile de mon cœur : Matt (Andrew Dunbar)
- 2022 : Le Combat d'une survivante : Logan (Michael Joseph Delaney)
- 2024 : Fortes têtes : Holger (Florian Lukas)

#### Séries télévisées
- Joshua Jackson dans :
  - Dawson (1998-2003) : Pacey Witter (en) (128 épisodes)
  - Fringe (2008-2013) : Peter Bishop (100 épisodes)
  - The Affair (2014-2019) : Cole Lockhart (42 épisodes)
  - Unbreakable Kimmy Schmidt (2016) : Purvis (saison 2, épisode 8)
  - Dans leur regard (2019) : Mickey Joseph (mini-série)
  - Little Fires Everywhere (2020) : Bill Richardson (mini-série)
  - Le Droit d'être américain : Histoire d'un combat (2021) : lui-même (documentaire)
  - Dr Death (2021) : Dr Christopher Duntsch (saison 1)
  - Liaison fatale (2023) : Dan Gallagher (mini-série)
  - Docteur Odyssey (2024-2025) : Dr Max Blankman (18 épisodes)
- Seth Gabel dans :
  - Nip/Tuck (2004) : Adrian Moorewill (saison 2)
  - New York, unité spéciale (2005) : Garrett Perle (saison 6, épisode 14)
  - The Closer : L.A. enquêtes prioritaires (2006) : Nikolai Kosolof (saison 1, épisode 3)
  - Dirty Sexy Money (2007-2009) : Jeremy Darling (23 épisodes)
  - United States of Tara (2010) : Zach (saison 2)
  - Arrow (2013) : le comte Vertigo (3 épisodes)
  - Salem (2014-2017) : Cotton Mather (36 épisodes)
  - American Horror Story (2015-2016) : Jeffrey Dahmer (saison 5, épisodes 4 et 12)
  - Genius (2018) : Guillaume Apollinaire (saison 2)
  - American Horror Stories (2022) : le pasteur Walter (saison 2, épisode 4)
- Adam Scott dans :
  - Parks and Recreation (2010-2015) : Benjamin « Ben » Wyatt (en) (96 épisodes)
  - Burning Love (en) (2012-2013) : Damien Assante (6 épisodes)
  - The Good Place (2016-2018) : Trevor (5 épisodes)
  - Angie Tribeca (2016) : un chirurgien (saison 1, épisode 2)
  - Wet Hot American Summer: Ten Years Later (2017) : Ben (mini-série)
  - Ghosted (2017-2018) : Max Jennifer (16 épisodes)
  - The Twilight Zone : La Quatrième Dimension (2019) : Justin Sanderson (saison 1, épisode 2)
- Rick Schroder dans :
  - La Loi du colt (en) (1998) : le lieutenant Matthew Ryan (saison 1, épisode 17)
  - New York Police Blues (1998-2001) : l'inspecteur Daniel « Danny » Sorenson (en) (51 épisodes)
  - Scrubs (2003) : l'infirmier Paul Flowers (saison 2)
  - La Vie avant tout (2005-2006) : Dr Dylan West (22 épisodes)
  - 24 Heures chrono (2007) : Mike Doyle (saison 6)
  - La Menace Andromède (2008) : le major Bill Keane (mini-série)

- Brian Geraghty dans :
  - Ray Donovan (2014) : Jim, le policier (saison 2)
  - Chicago Police Department (2014-2020) : Sean Roman (47 épisodes)
  - Chicago Fire (2014-2020) : Sean Roman (9 épisodes)
  - Chicago Med (2015-2016) : Sean Roman (saison 1)
  - Briarpatch (2020) : le capitaine Gene Colder (10 épisodes)
  - Big Sky (2020-2022) : Ronald Pergman (28 épisodes)
- Scott Porter dans :
  - Friday Night Lights (2006-2010) : Jason Street (en) (42 épisodes)
  - Caprica (2010) : Nestor (8 épisodes)
  - Scorpion (2016) : Tim Armstrong (13 épisodes)
  - Why Women Kill (2019) : Ralph Vlasin (saison 1)
  - Lucifer (2021) : le lieutenant Carol Corbett (6 épisodes)

- Ryan Devlin (en) dans :
  - Big Shots (2007-2008) : Zach Wells (6 épisodes)
  - Cougar Town (2010-2011) : Smith Frank (10 épisodes)
  - Hawaii 5-0 (2011) : Christian O'Connor[n 10] (saison 2, épisode 7)
  - Jane the Virgin (2014-2015) : Billy Cordero (saison 1)
  - High Potential (2025) : Matty Donovan (saison 1, épisode 11)

- Aaron Paul dans :
  - Breaking Bad (2009-2013) : Jesse Pinkman (62 épisodes)
  - The Path (2016-2018) : Eddie Lane (36 épisodes)
  - Truth Be Told : Le Poison de la vérité (2019-2020) : Warren Cave (8 épisodes)
  - Better Call Saul (2022) : Jesse Pinkman (saison 6, épisodes 11 et 12)
  - Black Mirror (2023) : Cliff (2e voix - saison 6, épisode 3)

- Tommy Dewey (en) dans :
  - The Mindy Project (2012-2016) : Josh Daniels (11 épisodes)
  - Casual (2015-2018) : Alex Cole (44 épisodes)
  - Code Black (2016) : Dr Mike Leighton (9 épisodes)
  - Royal Pains (2016) : Win Reynolds (saison 8, épisode 3)
  - Perry Mason (2023) : Brooks McCutcheon (saison 2)

- Grant Gustin dans :
  - Arrow (2014-2020) : Barry Allen / Flash (2e voix, 13 épisodes)
  - Flash (2014-2023) : Barry Allen / Flash (184 épisodes)
  - Supergirl (2016-2019) : Barry Allen / Flash (5 épisodes)
  - Legends of Tomorrow (2016-2020) : Barry Allen / Flash (4 épisodes)
  - Batwoman (2019) : Barry Allen / Flash (saison 1, épisode 9)
- Michael Landes dans :
  - Loïs et Clark : Les Nouvelles Aventures de Superman (1993-1994) : Jimmy Olsen (saison 1)
  - Don't Trust the B---- in Apartment 23 (2012) : Scott (saison 1, épisode 2 et saison 2, épisode 4)
  - Cruel Summer (2021) : Greg Turner (saison 1)
  - The Offer (2022) : Vic Damone (mini-série)

- Tom Everett Scott dans  :
  - Do Over : Retour vers le passé (2002) : Joel Larsen adulte (voix, 12 épisodes)
  - Urgences (2002-2003) : Eric Wyncinski (saison 9)
  - Will et Grace (2003) : Alex  (saison 6, épisode 9)
  - Saved (2006) : Wyatt Cole (13 épisodes)

- Josh Zuckerman dans  :
  - Kyle XY (2008-2009) : Mark (13 épisodes)
  - Desperate Housewives (2009-2010) : Eddie Orlofsky (saison 6)
  - 90210 Beverly Hills : Nouvelle Génération (2011-2013) : Max Miller (26 épisodes)
  - School Spirits (depuis 2023) : M. Martin

- Hrach Titizian (en) dans :
  - Homeland (2011-2012) : Danny Galvez (15 épisodes)
  - Castle (2013) : Omar Dixon (saison 5, épisode 23)
  - The Rookie : Le Flic de Los Angeles (2020-2021) : Ruben Derian (3 épisodes)

- Fred Savage dans :
  - Les Années coup de cœur (1991-1993) : Kevin Arnold (2e voix, saisons 5-6)
  - Au-delà du réel : L'aventure continue (1997) : Danny Martin (saison 3, épisode 4)

- Jamie Walters (en) dans :
  - Rock and Love (1992) : Alex O'Brien (13 épisodes)
  - Beverly Hills 90210 (1994-1996) : Ray Pruit (40 épisodes)

- David Charvet dans :
  - Alerte à Malibu (1992-1996) : Matt Brody (70 épisodes)
  - Melrose Place (1996-1998) : Craig Field (46 épisodes)

- Andy Dick dans :
  - Infos FM (1995-1999) : Matthew Brock (97 épisodes)
  - Voilà ! (1999) : Kyle (saison 4, épisode 4)

- Lukas Haas dans :
  - La Treizième Dimension (2002) : Corey Williams (épisode 12)
  - Touch (2013) : Calvin Norburg (13 épisodes)

- Paul Rudd dans :
  - Friends (2003-2005) : Mike Hannigan (18 épisodes)
  - Veronica Mars (2008) : Desmond Fellows (saison 3, épisode 17)

- Ryan Kwanten dans :
  - Summerland (2004-2005) : Jay Robertson (26 épisodes)
  - New York, unité spéciale (2008) : le sergent-chef Dominic Pruitt (saison 10, épisode 9)

- Daniel MacPherson (en) dans :
  - City Homicide : L'Enfer du crime (2006-2010) : le lieutenant Simon Joyner (56 épisodes)
  - Les Chroniques de Shannara (2016) : Arion Elessedil (saison 1)

- Giles Panton (en) dans :
  - Flash Gordon (2007-2008) : l'inspecteur Joe Wylee (11 épisodes)
  - Chesapeake Shores (2018-2019) : Chris Smith (6 épisodes)

- James Murray dans :
  - Nick Cutter et les Portes du temps (2007-2008) : Stephen Hart (13 épisodes)
  - The Crown (2022-2023) : le prince Andrew d'York (13 épisodes)

- Sergio Di Zio dans :
  - Flashpoint (2008-2012) : Mike « Spike » Scarlatti (75 épisodes)
  - Le Jeu de la dame (2020) : Paul, le père de Beth (mini-série)

- Max Riemelt dans : 
  - Face au crime (de) (2010) : Marek Gorsky (10 épisodes)
  - Sense8 (2015-2018) : Wolfgang Bodganow (24 épisodes)

- Drew Roy dans :
  - Falling Skies (2011-2015) : Hal Mason (52 épisodes)
  - The Last Ship (2017) : Christos Vellek (saison 4)

- Justin Bartha dans :
  - The New Normal (2012-2013) : David Sawyer (22 épisodes)
  - The Good Fight (2017-2018) : Colin Morrello (17 épisodes)

- Aaron Tveit dans :
  - Graceland (2013-2015) : l'agent Mike « Levi » Warren (38 épisodes)
  - BrainDead (2016) : Gareth Ritter (13 épisodes)

- Diego Klattenhoff dans :
  - Blacklist (2013-2023) : l'agent Donald Ressler (218 épisodes)
  - Tracker (2025) : Roger McLaren (saison 2, épisode 16)

- Chris Evans dans :
  - Agent Carter (2015) : Steve Rogers / Captain America (saison 1, épisode 1)
  - Défendre Jacob (2020) : Andy Barber (mini-série)

- Ethan Embry dans :
  - Grace et Frankie (2015-2022) : Coyote Bernstein (94 épisodes)
  - Gotham Knights (2023) : Arthur Brown / Cluemaster

- Elijah Wood dans :
  - Dirk Gently, détective holistique (2016-2017) : Todd Brotzman (18 épisodes)
  - Yellowjackets (depuis 2023) : Walter Tattersall

- Ian Ziering dans :
  - Malibu Rescue (2019) : Gavin Cross (4 épisodes)
  - Swamp Thing (2019) : Daniel Cassidy / Blue Devil (7 épisodes)

- Sebastien Roberts dans :
  - Northern Rescue (en) (2019) : Alex Turner (8 épisodes)
  - A Million Little Things (2022-2023) : Clark Ainsworth (3 épisodes)

- Ben Schwartz dans :
  - Les Muppets Rock (en) (2023) : Gus D'Vore (épisode 3)
  - Knuckles (2024) : Sonic (mini-série, voix)

- 1988-1989 : Superboy : Trevor Jenkins « T. J. » White (James Calvert) (24 épisodes)
- 1990 : 21 Jump Street : Randy (Jason Michas) (saison 2, épisode 18)
- 1991-1996 : Les Sœurs Reed : Trevor Whitsig (Ryan Francis) (43 épisodes)
- 1992 : Côte Ouest : Alex Barth (Boyd Kestner (en)) (13 épisodes)
- 1992 : Pour une poignée de diamants (en) : Julian (Benedict Taylor) (mini-série)
- 1992-1998 : Notre belle famille : John Thomas « J. T. » Lambert (Brandon Call) (2e voix, 138 épisodes)
- 1993-1996 : Power Rangers : Billy Cranston / Power Ranger bleu (David Yost (en)) (1re voix)
- 1994 : Highlander : Maxence Kelly (Jonathan Scarfe) (saison 3, épisode 6)
- 1995 : Au-delà du réel : L'aventure continue : Derek Tillman (Ryan Reynolds) (saison 1, épisode 20)
- 1995 / 1996 : Friends : le serveur (Spencer Cherashore) et Steven Fishman (Chris Young) (saison 2, épisode 5) et Eric (John Lehr) (saison 3, épisode 6)
- 1996 : Arabesque : Rick Walsh (David Stratton) (saison 12, épisode 12)
- 1996-1997 : Hartley, cœurs à vif : Declan Costello (Rupert Reid) (33 épisodes)
- 1997 : Nés à Chicago : Harry Kulchak (Jason Bateman) (13 épisodes)
- 1997-2007 : Stargate SG-1 : Thor (Michael Shanks) (18 épisodes, voix), un technicien (Yee Jee Tso) (saison 4, épisode 17), Dr Friesen (John Shaw) (saison 6, épisode 3), Reynolds (Kyle Cassie) (saison 6, épisode 11) et le colonel Michael Shefield (Chris Sheilds) (saison 8, épisode 8)
- 1998 : JAG : Aspirant Danvers (Jason Behr) (saison 2, épisode 7)
- 1999-2002 : S Club 7 : Jon Lee (Jon Lee) (54 épisodes)
- 1999 : Queer as Folk : Vince Tyler (Craig Kelly) (10 épisodes)
- 2000-2002 : Nikki : Dwight White (Nick Von Esmarch) (41 épisodes)
- 2000 : Les Anges du bonheur : Matt Fleming (Nate Richert) (saison 6, épisode 20)
- 2001 : Rex, chien flic : Daniel Traun (Yngve Gasoy-Romdal) (saison 7, épisode 10)
- 2001-2003 : New York, unité spéciale : Joe Templeton, Jr. (Chris Beetem (en)) (saison 2, épisode 10), Mario Molinari (Chris Tardio) (saison 4, épisode 4) et Eddie Cappilla (Chad Lindberg) (saison 4, épisode 21)
- 2001-2013 : Inspecteur Barnaby : Noel Wooliscroft (Noah Huntley) (saison 4, épisode 4), Marcus Heywood (Nicholas Audsley) (saison 5, épisode 4), Steven Curtis (Jamie Thomas King) (saison 7, épisode 1), Aidan Hardy (Noah Huntley) (saison 14, épisode 5) et Scott Davenport (Joseph Beattie) (saison 15, épisode 4)
- 2002 : The Shield : Sammy (Jamie Martz) (saison 1, épisode 8)
- 2002 / 2004 : Siska : Jens Heyse (Steffen Schroeder) (saison 5, épisode 6) et Ingo Stanitz (Frank Stieren) (saison 7, épisode 3)
- 2003 : Do Over : Joel Larsen adulte (Penn Badgley) (2e voix)
- 2003-2005 : Six Feet Under : Russell Corwin (Ben Foster) (22 épisodes)
- 2003-2007 : Newport Beach : Ryan Atwood (Benjamin McKenzie) (92 épisodes)
- 2003-2007 : Degrassi : La Nouvelle Génération : Dylan Michalchuk (John Bregar) (23 épisodes)
- 2004 : 15/A : Sebastien Dubé (Vadim Schneider) (10 épisodes)
- 2004 / 2014-2020 : NCIS : Enquêtes spéciales : Jeremy Worth (Greg Zola) (saison 1, épisode 11) et Donald Mallard jeune (Adam Campbell) (4 épisodes)
- 2005 : Stargate Atlantis : Mattas (Chris Gauthier) (saison 2, épisode 6)
- 2005 : Hercule Poirot : ? (?) (saison 10, épisode 1)
- 2005-2008 : Wildfire : Junior Davis (Ryan Sypek) (51 épisodes)
- 2006 : Veronica Mars : Jimmy / Karl (Alex Scarlis) (saison 1, épisode 4)
- 2006 : La Vie de palace de Zack et Cody : Trevor (Zac Efron) (saison 2, épisode 1)
- 2007 : Ghost Whisperer : Scott Newman (Niklaus Lange)  (saison 2, épisode 13)
- 2007 : Hannah Montana : Jesse McCartney (Jesse McCartney) (saison 2, épisode 12)
- 2007-2008 : Post mortem : Frederick Peyn (Mirko Lang)
- 2008-2011 : Rush : Leon Broznic (Samuel Johnson (en))
- 2009 : New York, unité spéciale : Enzo Cooke (Ryan Kelley) (saison 11, épisode 7)
- 2009 : Lie to Me : Franko James Vincent / Glen Welsh (Michael A. Goorjian) (saison 2, épisode 8)
- 2009-2023 : NCIS : Los Angeles : Nate « Doc » Getz (Peter Cambor) (40 épisodes)
- 2010 : Miss Marple : Eversleigh (Mathew Horne[n 10]) (saison 5, épisode 2)
- 2010 : Les Spécialistes : Investigation scientifique : Max Castaldi / Andrea Gandin (Giorgio Lupano) (2 épisodes)
- 2010-2012 : Ma femme, ses enfants et moi : Martin (Christian Finnegan)
- 2011 : Game of Thrones : Gendry (Joe Dempsie) (2e voix - saison 1, épisode 10)
- 2011 : Downton Abbey : Philip, le duc de Crowborough (Charlie Cox) (saison 1, épisode 1)
- 2011-2012 : Body of Proof : Tom Hanson (Joseph Sikora) (saison 1, épisode 1) et Dr Romas Jarasunis (Conrad Allan) (saison 2, épisode 17)
- 2011-2016 : Le Renard : Franz Wimmer (Stefan Murr) (saison 35, épisode 8), Matthias Streicher (Fabian Busch) (saison 38, épisode 7) et Eddie Fischer (Matthi Faust) (saison 40, épisode 5)
- 2012 : Awake : l'inspecteur Efrem Vega (Wilmer Valderrama)
- 2012 : Castle : Chad Hockney (Hank Harris) (saison 4, épisode 2)
- 2012 : Esprits criminels : : Harvey Morell (Finn Wittrock) (saison 7, épisode 11)
- 2012 : Californication : Tyler (Scott Michael Foster) (saison 5)
- 2012 : Bunheads : Jerry Morton (David Burke) (saison 1)
- 2012 : Labyrinthe : Will Franklyn (Sebastian Stan) (mini-série)
- 2014 : Teen Wolf : Merrick (Jackson Heywood (en)) (saison 3, épisode 21)
- 2014-2015 : Les 100 : Finn Collins (Thomas McDonell) (22 épisodes)
- 2015 : Miss Fisher enquête : le brigadier Neville Martin (Henry Hammersla)
- 2015 : Un cas pour deux : l'avocat Konstantin Schlick (Maximilian von Pufendorf) (saison 2, épisode 2)
- 2015-2016 : Dark Matter : Un (Marc Bendavid)
- 2016 : Heroes Reborn : Luke Collins (en) (Zachary Levi) (mini-série)
- 2016-2017 : The Royals : Spencer Hoenigsberg (Jules Knight (en)) (9 épisodes)
- 2016-2017 : La Folle Aventure des Durrell : Donald (Ben Hall) (7 épisodes)
- 2017 : Reign : Le Destin d'une reine : James Stuart (Dan Jeannotte)
- 2017 : Brooklyn Nine-Nine : Miles Moorgil (Todd Aaron Brotze) (saison 5, épisode 8)
- 2018 : Condor : Elden Loramer (Jean-Michel Le Gal) (saison 1)
- 2018-2020 : Bad Banks : Luc Jacoby (Marc Limpach) (12 épisodes)
- 2018-2020 : Good Girls : Leslie « Boomer » Peterson (David Hornsby) (15 épisodes)
- 2019 : Miracle Workers : Mason (John Reynolds) (saison 1, épisodes 2 et 3)
- 2019 : Les Nouvelles Aventures de Sabrina : Jerathmiel (Spencer Treat Clark) (saison 2, épisode 6)
- 2019 : Mindhunter : Paul Batson (Morgan Kelly) (saison 2, épisode 6)
- 2019 : Bauhaus - Un temps nouveau : Johannes Itten (Sven Schelker) (mini-série)
- 2019 : The Victim : Tom Carpenter (John Scougall) (mini-série)
- 2019 : Merry Happy Whatever : Alan (Tyler Ritter) (3 épisodes)
- 2019 : The Mandalorian : Toro Calican (Jake Cannavale) (saison 1, épisode 5)
- 2019 : Double Jeu : Dr Keller (Marek Harloff) (épisode 30)
- 2019-2020 : Crash Landing on You : Yoon Se-hyeong (Park Hyung-soo) (15 épisodes)
- 2019-2023 : Riverdale : Frank Andrews (Ryan Robbins) (39 épisodes)
- 2020 : The English Game : Arthur Kinnaird (Edward Holcroft) (mini-série)
- 2020 : L'Étoffe des héros : Scott Carpenter (James Lafferty) (8 épisodes)
- 2020 : Sweet Home : Jeong Jae-heon (Kim Nam-hee (en)) (saison 1)
- 2020 : Spides (de) : Peter Lawson (Lion-Russell Baumann) (8 épisodes)
- 2020-2021 : Legacies : Chad (Charles Jazz Terrier) (5 épisodes)
- 2021 : Clickbait : Daryl Woodrell (Jamie Timony) (mini-série)
- 2021 : Directrice : le professeur Bill Dobson (Jay Duplass) (mini-série)
- 2021 : Vigil : John Deerborne (Bhav Joshi) (mini-série)
- 2021 : American Housewife : J.D. (Jake Choi (en)) (saison 5)
- 2021 : American Crime Story : Sidney Blumenthal (Patrick Fischler) (saison 3)
- 2021-2023 : The Nevers : Hugo Swan (James Norton) (12 épisodes)
- 2021-2023 : Chucky : Andy Barclay (Alex Vincent) (9 épisodes)
- depuis 2021 : Emily in Paris : Erik DeGroot (Søren Bregendal (da))
- 2022 : Pourquoi pas Evans ? : Bobby Jones (Will Poulter) (mini-série)
- 2022 : Roar : l'inspecteur Bobby Bronson (Hugh Dancy) (épisode 6)
- 2022 : Feria, l'éclat des ténèbres : l'officier Marcos (Salva Reina)
- 2022 : Sous la braise : Daniel Quiroga (Mauricio Henao)
- 2022 : Smiley : Albert (Eduardo Lloveras)
- 2022 : The Time Traveler's Wife : Mark Abshire (Peter Graham) (3 épisodes)
- 2023 : You : Niko Leandros (Ben Starr) (saison 4, épisode 6)
- 2023 : The Big Door Prize : Glen (Rory Keane)
- 2023 : Bupkis (en) : Colson (Colson « Machine Gun Kelly » Baker) (épisode 8)
- 2023-2024 : Frasier (en) : Frederick « Freddy » Crane (Jack Cutmore-Scott)
- 2024 : Fallout : Chet Chester (Dave Register)
- 2024 : Pour seul bagage (en) : Hyeon-cheol (Hong Woo-jin) (mini-série)
- 2024 : Slow Horses : Claude Whelan (James Callis) (saison 4)
- 2025 : L'Éternaute : Mosca (Leandro Sandonato (es)) (mini-série)
- 2025 : The Bondsman : Ali « Cosmo » Khan (Jay Ali) (mini-série)
- 2025 : The Studio : Dr Steve Chan (Arthur Keng) (saison 1, épisode 6)
- 2025 : Government Cheese (en) : le lieutenant Barfield (Sean Bridgers)
- 2025 : Stick (en) : Chuck Gray (Rob Benedict)

#### Séries d'animation
- 1991-1992 :  La Compète[12] : Pierre (26 épisodes)
- 1993 : Patlabor : Allan (voix de remplacement, épisodes 60 à 63)
- 1993 : Nicky Larson : un client malchanceux (épisode 134)
- 1994 : Armitage III : Julian Moore (OAV, doublage télé)
- 1994-1995 : Insektors : Prince Acilius
- 1994-1997 : ReBoot : Poison (saisons 1 à 3)
- 1996 : Urmel : Urmel
- 1996 : Princesse Shéhérazade : le prince (épisode 1)
- 1996 : 3x3 Eyes : Yakumo (OAV 1 et 2)
- 1997 : La Patrouille des Aigles[13] : Hunter Harris (doublage télé)
- 1997-1998 : Jonny Quest : Jonny
- 1997-1999 : Enigma : Teddy
- 1998 : Hercule : Stephanopoulos (épisode 2)
- 2000 : Roswell, la conspiration : Nick Logan
- 2000-2001 : Redwall : Matthias (2e voix, saison 2)
- 2000-2002 : Les Mille et Une Prouesses de Pépin Troispommes : Picanier (création de voix)
- 2000-2002 : Max Steel[14] : Josh McGrass/Max Steel
- 2001 : Équipières de choc : un ami de Hideki (épisode 46)
- 2002-2004 : Esprit fantômes : voix additionnelles (création de voix)
- 2003 : Transformers Armada : Starscream, Billy, Smokescreen, Sideways
- 2003 : Stuart Little (en) : George Little
- 2003-2006 : Sonic X : Sonic[2]
- 2004 : Transformers Energon : Starscream, voix additionnelles
- 2007 : Gurren Lagann : Leeron
- 2008-2018 : Magic : Tom (création de voix)
- 2009-2011 : Super Hero Squad : Iron Man
- 2011[n 11] : Archer : l'officier scientifique de l'Horizon (saison 3)
- 2012 : Le Petit Prince : Balthazar (épisode Planète des Libris)
- 2012-2013 : Green Lantern : Razer[15] et Byth Rok
- 2012-2014 : Saint Seiya Omega : Fudo et Hati
- 2012-2014 : Ben 10: Omniverse : Rook Blonko
- 2012 : La Ligue des justiciers : Nouvelle Génération : Garth, Marvin White[n 12], Riddler[n 13], Tommy Terror, Mal, Tye Longshadow (2e voix), Calvin Durham[16] et Wyynde
- 2012-2024 : Wakfu : le prince Adale de Sufokia (saisons 2 et 4)
- 2014-2017 : Sonic Boom : Sonic[2]
- 2016-2018 : Skylanders Academy : Spyro
- 2017-2018 : La Ligue des justiciers : Action : le robot (épisode 39) et le Sphinx[17] (épisode 40)
- 2019 : Le Prince des dragons : Ethari
- 2020 : Jujutsu Kaisen : Noritoshi Kamo et Frodon Sacquet (saison 1, épisode 7)
- 2021 : SK∞ the Infinity : Adam
- 2021-2023 : What If...? : Steve Rogers / Captain America / l'Écraseur d'Hydra / Rogers des bois[n 14] (6 épisodes)
- 2022 : Spriggan (en) : Jean Jacquemond
- 2022 : Black Rock Shooter: Dawn Fall : Volt
- 2022-2024 : Sonic Prime : Sonic
- 2023 : Le Pavillon des hommes : Sushigita
- 2023 : Onmyōji : Celui qui parle aux démons : Abe no Seimei
- 2023 : American Dad! : Elijah Wood (saison 18, épisode 17)
- 2023 : Bastard!! : Joshua Berahia
- 2023 : Edens Zero : Wizard (saison 2)
- 2024 : Oshi no ko : Goa (saison 2)
- 2024-2025 : Fairy Tail: 100 Years Quest : Merkphobia
- 2025 : Sakamoto Days : Slur
- 2025 : Moonrise (en) : Nyjer

#### OAV
- 1991 : 3×3 Eyes : Yakumo (OAV 1 et 2)
- 1994 : Armitage III : Julian Moore (doublage Canal+[n 15])

### Jeux vidéo
- 2003 : Le Seigneur des anneaux : La Bataille pour la Terre du Milieu : Frodon
- 2004 : ObsCure : Josh Carter
- 2004 : Jak 3 : Seem
- 2005 : Le Seigneur des anneaux : Le Retour du roi : Frodon
- 2006 : The Legend of Spyro: A New Beginning : Spyro
- 2007 : The Legend of Spyro: The Eternal Night : Spyro
- 2008 : Gears of War 2 : Benjamin Carmine
- 2008 : La Légende de Spyro : Naissance d'un dragon : Spyro
- 2008 : Star Wars: The Clone Wars - L'Alliance Jedi : Anakin Skywalker
- 2009 : Dragon Age: Origins : Daveth
- 2009 : League of Legends : Ezreal
- 2010 : Mass Effect 2 : Veetor
- 2010 : God of War III : Hélios
- 2010 : Assassin's Creed Brotherhood : Niccolò Copernico (DLC : L’affaire Copernic) et voix additionnelles
- 2011 : Sonic Generations : Sonic
- 2011 : Gears of War 3 : Anthony Carmine, Benjamin Carmine et Clayton Carmine
- 2011 : Le Seigneur des anneaux : La Guerre du Nord : Frodon
- 2011 : Les Aventures de Tintin : Le Secret de La Licorne : Tintin
- 2012 : Resident Evil: Revelations : Raymond Vester
- 2012 : Guild Wars 2 : voix additionnelles
- 2012 : World of Warcraft: Mists of Pandaria : divers personnages
- 2012 : Lego Le Seigneur des anneaux : Frodon
- 2013 : Disney Infinity : Lando Calrissian
- 2013 : Sonic Lost World : Sonic
- 2013 : Mario et Sonic aux Jeux olympiques d'hiver de Sotchi 2014 : Sonic
- 2013 : Sly Cooper : Voleurs à travers le temps : Sire Richard « Cœur de Raton » Cooper
- 2014 : Super Smash Bros. for Nintendo 3DS / for Wii U : Sonic
- 2014 : Sonic Boom : L'Ascension de Lyric : Sonic
- 2014 : Sonic Boom : Le Cristal brisé : Sonic
- 2015 : Until Dawn : Chris
- 2015 : Lego Dimensions : Frodon, Sonic
- 2015 : Assassin's Creed Syndicate : Robert Topping
- 2016 : Mario et Sonic aux Jeux olympiques de Rio 2016 : Sonic
- 2016 : Skylanders: Imaginators : Spyro
- 2016 : Gears of War 4 : Anthony Carmine, Benjamin Carmine et Clayton Carmine
- 2016 : Sonic Boom : Le Feu et la Glace : Sonic
- 2017 : Assassin's Creed Origins : voix additionnelles
- 2017 : Sonic Forces : Sonic
- 2017 : Star Wars Battlefront II : un officier du Premier Ordre
- 2018 : Kingdom Come: Deliverance : Henry
- 2018 : Far Cry 5 : Aaron « Tweak » Kirby et des membres de la secte
- 2018 : Lego DC Super-Villains : Flash
- 2018 : Spyro Reignited Trilogy : Spyro
- 2018 : Super Smash Bros. Ultimate : Sonic
- 2019 : Tom Clancy's The Division 2 : « le Saint »
- 2019 : Team Sonic Racing : Sonic
- 2019 : Gears 5 : Anthony Carmine, Benjamin Carmine et Clayton Carmine
- 2019 : Crash Team Racing: Nitro-Fueled : Spyro
- 2019 : Mario et Sonic aux Jeux olympiques de Tokyo 2020 : Sonic
- 2020 : Legends of Runeterra : Ezreal
- 2020 : World of Warcraft: Battle for Azeroth : Irion, fils de Neltharion
- 2020 : Watch Dogs: Legion : voix additionnelles
- 2021 : Assassin's Creed Valhalla : Pierre (DLC : Le Siège de Paris)
- 2021 : Sonic Colours Ultimate : Sonic
- 2021 : Forza Horizon 5 : Charlie
- 2022 : Lost Ark : Xereon
- 2022 : Astérix et Obélix XXXL : Le Bélier d'Hibernie : Almostfamus
- 2022 : Sonic Frontiers : Sonic
- 2022 : World of Warcraft: Dragonflight : Irion, fils de Neltharion
- 2023 : Mortal Kombat 1 : Smoke et Adam
- 2023 : God of War Ragnarök: Valhalla : Hélios
- 2024 : Suicide Squad: Kill the Justice League : Barry Allen / Flash
- 2024 : Final Fantasy XIV : Dawntrail : Koana
- 2024 : Star Wars Outlaws : 22-X, voix additionnelles
- 2024 : Sonic X Shadow Generations (en) : Sonic
- 2024 : Batman: Arkham Shadow (en) : Jonathan Crane / L'Épouvantail et Harris
- 2025 : Clair Obscur: Expedition 33 : Gustave[18],[n 16]
- 2025 : Kingdom Come: Deliverance II : Henry

### Web-séries
- 2020 : Joueur du Grenier - 11 ans de JDG : Soldat Épiphanien / Frodon / Gemme Rouge / Sonic
- 2021 : Le Métalleux Geek : Le Croisement des mondes : Sonic

## Voix off

### Documentaires
- 2018 : Ryan Gosling, le documentaire :Ryan Gosling
- 2020 : Derrière nos écrans de fumée
- 2022 : Abercrombie & Fitch : Une marque sur le fil : Bobby Blanski
- 2022 : Harry et Meghan (en) : James Holt
- 2025 : WWE Unreal (en) : Cody Rhodes

### Publicités
- 2005 : Astérix et Obélix XXL 2 : Mission Las Vegum
- 2022 : Domino's Pizza
- 2024 : Audi Q6 e-tron : lui-même (Chris Evans)
- 2025 : X-TRA
- 2025 : Nintendo Switch 2

### Musique
- 2025 : Les voiles de l'Amarante, album de La Rioule des Compagnons du Monde : Ascelin, le marin[réf. nécessaire]